# Лехитская перегласовка
Лехи́тская перегласо́вка — фонетический процесс, осуществившийся в лехитских языках и заключавшийся в переходе гласных переднего ряда и мягких слоговых сонантов в гласные непереднего ряда и твёрдые сонанты соответственно в положении перед твёрдыми зубными согласными: ’e > ’o, ’ě > ’a, ’ę > ’ǫ, r̥’ > r̥, l̥’ > l̥.
Лехитская перегласовка способствовала фонологизации корреляции по твёрдости-мягкости в лехитских языках, а также является причиной появления ряда характерных для лехитских языков чередований.

## Примеры

### Польский язык
- *nesǫ > пол. niosę «я несу»[2];
- *berǫ > пол. biorę «я беру»[1];
- *lěsъ > пол. las «лес»[2];
- *květъ > пол. kwiat «цветок»[1];
- *mr̥’tvъjь > *mr̥tvъjь > пол. martwy «мёртвый»[2];
- *čr̥’nъjь > *čr̥nъjь > пол. czarny «чёрный»[3];
- *vl̥’na > *vl̥na > пол. wełna «шерсть»[2];
- *pl̥’nъjь > *pl̥nъjь > пол. pełny «полный»[3].

Перегласовка ’ę > ’ǫ была в значительной мере затёрта в ходе дальнейшей судьбы польских носовых. Однако она видна в некоторых именах и топонимах из Гнезненской буллы:
- Zuantos (= Śv’ǫtoš) < *svętъ «святой»;
- Transouo (= Tr’ǫsovo) < *tręsǫ «трясу»;
- Chanstobor (= Čǫstobor) < *čęstъ «частый».

### Кашубский язык
- *věra > кашуб. wiara «вера»[4];
- *nesǫ > кашуб. niosã «я несу»[4].

### Полабский язык
- *lěto > ľotü (a в полабском переходило в o)[5];
- *bělъjь > b’ólǎ[5].

## Отсутствие перегласовки
В польском языке перегласовка не осуществилась в двух словах:
- *cěsar’ь > пол. cesarz «император» вместо ожидаемого *casarz;
- *koběta > пол. kobieta «женщина» вместо ожидаемого *kobiata.

## Выравнивание основ после перегласовки
Перегласовка породила чередования при склонении многих существительных. С XVI века в польском литературном языке в ряде случаев эти чередования начинают устраняться либо в пользу основы с перегласовкой, либо наоборот:
- ст.-польск. cana «цена», cenie «цене» > пол. cena, cenie;
- ст.-польск. krzasło «стул», krześle «стуле» > пол. krzesło, krześle;
- ст.-польск. żona «жена», żenie «жене» > пол. żona, żonie;
- ст.-польск. siano «сено», sienie «сене» > пол. siano, sianie;
- ст.-польск. wiadro «ведро», wiedrze «ведре» > пол. wiadro, wiadrze;
- ст.-польск. ściana «стена», ścienie «стене» > пол. ściana, ścianie.

Перегласовка отсутствует в таких польских предлогах, как przed «перед», przez «через», bez «без». Это связывают с тем, что конечный согласный предлогов ассимилировался по твёрдости-мягкости с начальным согласным следующего слова. Таким образом в части фонетических контекстов создавались условия для перегласовки, а в части нет. В конце концов были обобщены формы без перегласовки.
Иногда в процессе выравнивания появлялись семантически дифференцированные этимологические дублеты, ср. пол. działo «пушка» и dzieło «произведение (искусства)», na czole «на лбу» и na czele «во главе», bieda «бедность, нужда, горе» и biada «горе! (междометие)».
В польских диалектах выравнивание протекало иначе, чем в литературном языке. В мазовецком диалекте широкое распространение получили формы с e вместо a после губных (реже после других гласных): zamietać (лит. zamiatać «подметать»), wietrak (лит. wiatrak «ветряная мельница»), opowiedać (лит. opowiadać «рассказывать»), zawiesy (лит. zawiasy «дверные петли»), wiedro (лит. wiadro «ведро»), wietr (лит. wiatr «ветер»), ofiera (лит. ofiara «жертва»), śniedanie (лит. śniadanie «завтрак»). В малопольском и великопольском диалектах в ряде случаев чередование o устранялось в пользу e: niesę (лит. niosę «несу»), bierę (лит. biorę «беру»), piełun (лит. piołun «полынь»), pierun (лит. piorun «молния»), biedro (лит. biodro «бедро»), mietła (лит. miotła «метла»).

## Ложная перегласовка
В ряде случаев в польском языке o обнаруживается на месте этимологического ь, то есть там, где перегласовка не должна была осуществляться. Это явление получило название ложной перегласовки:
- *osьlъ > пол. osioł «осёл»;
- *kozьlъ > пол. kozioł «козёл»;
- *dьnъkъ > пол. dzionek «денёк»;
- *vьsъka > пол. wioska «деревенька».

## Хронология

### Абсолютная хронология
Название племени дедошан (< праслав. *dědъ «дед») записано в Баварском географе как Dadosesani. Это позволяет полагать, что лехитская перегласовка осуществлялась в IX—X веках. Однако Е. Налепа считает свидетельство Баварского географа иррелевантным, поскольку праславянский *ě, скорее всего, был широким гласным нижнего подъёма (æ), что могло передаваться в иноязычных источниках как a, ср. в хорватском документе: Item ego Johannes, Chroatorum dad, где dad = *dědъ.
Гнезненская булла (1136 год) уже отражает результаты перегласовки: Sostroch (= Siostroch), Sostros (= Siostrosz), Dobrozodl (= Dobrosiodł), Vsezodl (= Wszesiodł), Sodlc (= Siodłk, Siodłek), Balouanz (= Białowąs), Balouezici (= Białowieżycy), Balossa (= Białosza), Quatec (= Kwiatek), Sulidad (= Sulidziad).
Перегласовку отражают такие старые заимствования, как пол. Piotr «Пётр» (< чеш. Petr < лат. Petrus), пол. anioł «ангел» (< чеш. anjel < лат. angelus), пол. kościół «костёл» (< чеш. kostel < лат. castellum) и пол. ofiara «жертва» (< чеш. ofěra < нем. Opfer), пришедшие в польский язык с принятием христианства (966 год). Однако для датировки перегласовки верхней хронологической границы эти формы подходят слабо, поскольку могли быть заимствованы задолго до данного процесса. Кроме того, Х. Поповская-Таборская указывает на то, что при заимствовании этих форм мы можем иметь дело с субституцией и подгонкой заимствованных форм под фонологию языка-рецепиента, а также влиянием исконной лексики, в частности, формы obiata "жертва".
Хронология перегласовки ę > ǫ вызвала среди учёных некоторые дискуссии. Я. Розвадовский считал примерами такой перегласовки следующие примеры из Гнезненской буллы: Landa (Ląd nad Wartą), Chrustov, Boranta. Однако Н. ван Вейк полагал, что убедительные примеры начинают появляться только с XII века, а как Гнезненская, так и Вроцлавская буллы перегласовки ещё не показывают:
- Suentepulc = *Svętopъlkъ (хроника Титмара, X век);
- Zuentubald = *Svętopъlkъ (хроника Саксона Грамматика, 1121);
- Dobrenta = *Dobręta (Гнезненская булла);
- Modlenta = *Modlęta (Гнезненская булла);
- Radenta = *Radęta (Гнезненская булла);
- Dobrenta = *Dobręta (Вроцлавская булла).

### Относительная хронология
Перегласовка произошла после такого процесса, как метатеза плавных, поскольку затронула такие слова как *berza > *breza > *br’oza > пол. brzoza «берёза» и *perdъ > *predъ > *pr’odъ > пол. przód «перёд».
Перегласовка произошла до падения редуцированных, поскольку e, возникшее из ь и ъ, не подвергалось перегласовке:
- *pьsъ > пол. pies «собака»;
- *lьnъ > пол. len «лён»;
- *sъnъ > пол. sen «сон»;
- *bъzъ > пол. bez «сирень».

## Последствия
Лехитская перегласовка разрушила существовавшую до этого корреляцию по твёрдости-мягкости, когда после мягких согласных могли находиться только гласные переднего ряда, а после твёрдых — непереднего. В результате, мягкие согласные, бывшие до этого аллофонами твёрдых, стали отдельными фонемами.
В результате перегласовки появились характерные для польского языка чередования гласных при склонении существительных и спряжении глаголов: wieźć «везти» — wiozę «везу», nieść «нести» — niosę «несу», las «лес» — w lesie «в лесу», lato «лето» — w lecie «летом», miasto «город» — w mieście «в городе».

## Схожие процессы в других славянских языках
Переход e в o в определённых положениях известен лужицким и восточнославянским языкам. Переход ě в a известен в нижнелужицких и восточноболгарских диалектах (и отражён в болгарском литературном языке).
Е. Налепа объединяет географически и хронологически близкий лехитской перегласовке лужицкий переход e > o в один процесс с перегласовкой.
В немецком документе 1140 г. упомянуто название Ztarecoztol = *Stary Kosťol, переведённое на немецкий как Aldenkirkin и отражающее перегласовку e > o.
В то же время, в хронике Титмара (1012—1018) название Магдеборна (30 км от Старого Костёла) записано как Medeburu. Е. Налепа считает, что у Титмара это слово проассоциировалось с *medъ «мёд», который, по мнению польского учёного, знал это слово в форме m’ed, а не m’od, то есть, ещё без перегласовки.